# 高继中
高继中（1930年4月—），男，辽宁义县人，中华人民共和国政治人物，曾任辽宁省人大常委会副主任，九三学社中央委员会常务委员、辽宁省委员会主任委员，第九届全国人大代表。